# Хилл-Вью-Хайтс (Вайоминг)
Хилл-Вью-Хайтс (англ. Hill View Heights) — статистически обособленная местность, расположенная в округе Уэстон (штат Вайоминг, США) с населением в 166 человек по статистическим данным переписи 2000 года.

## География
По данным Бюро переписи населения США, статистически обособленная местность Хилл-Вью-Хайтс имеет общую площадь в 5,7 квадратных километров, водных ресурсов в черте населённого пункта не имеется.
Местность Хилл-Вью-Хайтс расположена на высоте 1324 метра над уровнем моря.

## Демография
По данным переписи населения 2000 года, в Хилл-Вью-Хайтс проживало 166 человек, 49 семей, насчитывалось 57 домашних хозяйств и 61 жилой дом. Средняя плотность населения составляла около 29,0 человек на один квадратный километр. Расовый состав Хилл-Вью-Хайтс по данным переписи распределился следующим образом: 97,59 % белых, 2,41 % — представителей смешанных рас.
Испаноговорящие составили 0,60 % от всех жителей статистически обособленной местности.
Из 57 домашних хозяйств в 38,6 % — воспитывали детей в возрасте до 18 лет, 75,4 % представляли собой совместно проживающие супружеские пары, в 7,0 % семей женщины проживали без мужей, 14,0 % не имели семей. 14,0 % от общего числа семей на момент переписи жили самостоятельно, при этом 8,8 % составили одинокие пожилые люди в возрасте 65 лет и старше. Средний размер домашнего хозяйства составил 2,91 человек, а средний размер семьи — 3,16 человек.
Население статистически обособленной местности по возрастному диапазону по данным переписи 2000 года распределилось следующим образом: 30,1 % — жители младше 18 лет, 6,0 % — между 18 и 24 годами, 30,1 % — от 25 до 44 лет, 22,3 % — от 45 до 64 лет и 11,4 % — в возрасте 65 лет и старше. Средний возраст жителей составил 40 лет. На каждые 100 женщин в Хилл-Вью-Хайтс приходилось 95,3 мужчин, при этом на каждые сто женщин 18 лет и старше приходилось 93,3 мужчин также старше 18 лет.
Средний доход на одно домашнее хозяйство в статистически обособленной местности составил 50 469 долларов США, а средний доход на одну семью — 52 031 доллар. При этом мужчины имели средний доход в 41 875 долларов США в год против 31 750 долларов среднегодового дохода у женщин. Доход на душу населения в статистически обособленной местности составил 24 424 доллара в год. 13,0 % от всего числа семей в округе и 8,7 % от всей численности населения находилось на момент переписи населения за чертой бедности, при том все жители младше 18 и старше 65 лет имели совокупный доход, превышающий прожиточный минимум.